# Gyűrűscsőrű vöcsök
A gyűrűscsőrű vöcsök vagy szalagos vöcsök (Podilymbus podiceps) a vöcsökalakúak (Podicipediformes) rendjébe, ezen belül a vöcsökfélék (Podicipedidae) családjába tartozó faj.

## Előfordulása
Észak-Amerikában, Közép-Amerikában és Dél-Amerikában folyók és tavak mellett él.

## Alfajai
- Podilymbus podiceps antillarum Bangs, 1913 – a karibi szigeteken fordul elő
- Podilymbus podiceps antarcticus (Lesson, 1842) – Dél-Amerika keleti és déli részén él
- Podilymbus podiceps magnus
- Podilymbus podiceps podiceps (Linnaeus, 1758) – Kanada, USA, Mexikó, Közép-Amerika és Dél-Amerika északnyugati részén él

## Megjelenése
Átlagos testhossza 38 centiméteres és a 250-500 grammos testtömeg a jellemző. Nevét a csőrén található fekete csíkról kapta. A madár barnás színű.

## Életmódja
Jól úszik és bukik. Veszély elől alábukással igyekszik menekülni, vagy a vízi növények közé úszik.
Kisebb állatokra vadászik, elkapja a ízeltlábúakat, puhatestűeket és férgeket.

## Szaporodása
Az ivarérettséget 2-3 éves korban éri el. A költési időszak február közepétől márciusig tart. Évente egyszer költ. Úszó fészkét korhadó növényekből készíti. A fészekben 4-7 halványkék tojás van, amelyek később világos-, majd sötétbarnává válnak. A tojásokon 23 napig mindkét szülő kotlik. A kirepülés körülbelül 6 hét után következik be, de még három hónapig a szülők etetik a fiókákat.
|  |  |

## Külső hivatkozás
- Képek az interneten a fajról
- Internet Bird Collection - videók a fajról
- Xeno-canto.org - a faj hangja és elterjedési területe